# Касањ (Источни Пиринеји)
Касањ (фр. Cassagnes) насеље је и општина у јужној Француској у региону Лангдок-Русијон, у департману Источни Пиринеји која припада префектури Перпињан.
По подацима из 2011. године у општини је живело 256 становника, а густина насељености је износила 16,89 становника/km². Општина се простире на површини од 15,16 km². Налази се на средњој надморској висини од 340 метара (максималној 540 m, а минималној 120 m).

## Демографија
| 1962. | 1968. | 1975. | 1982. | 1990. | 1999. | 2011. |
| ----- | ----- | ----- | ----- | ----- | ----- | ----- |
| 246   | 267   | 203   | 188   | 179   | 199   | 256   |

График промене броја становника у току последњих година